# Estação DR Byen
DR Byen é uma da estação da linha M1 do metro de Copenhaga, na Dinamarca, originalmente chamada Universitetet.